# Огиевский сельский совет (Харьковская область)
Огиевский сельский совет — входит в состав Сахновщинского района Харьковской области Украины.
Административный центр сельского совета находится в селе Огиевка.

## История
- 1928 — дата образования.

## Населённые пункты совета
- село Огиевка
- село Гаркушино
- село Терноватка